# Вильчин (гмина)
Вильчин (пол. Wilczyn) — сельская гмина (уезд) в Польше, входит как административная единица в Конинский повет, Великопольское воеводство. Население — 6355 человек (на 2008 год).

## Соседние гмины
1. Гмина Езора-Вельке
2. Гмина Клечев
3. Гмина Орхово
4. Гмина Скульск
5. Гмина Слесин